# Alberto Valverde Pérez
Alberto Valverde Pérez, es un político gallego del PPdG, alcalde de Nigrán desde junio de 2011, hasta junio de 2015.

## Biografía
Licenciado en Ciencias Políticas y empleado de banca. Encabezó las listas del Partido popular de Nigrán en 2011, siendo elegido Alcalde por mayoría absoluta.